# Laura Camargo
Laura Valentina Camargo (* 6. Juli 2005) ist eine kolumbianische Mittelstrecken- und Hindernisläuferin.

## Sportliche Laufbahn
Erste internationale Erfahrungen sammelte Laura Camargo im Jahr 2023, als sie bei den U20-Südamerikameisterschaften in Bogotá in 11:46,11 min die Silbermedaille über 3000 m Hindernis gewann. Im Jahr darauf wurde sie bei den Crosslauf-Weltmeisterschaften 2024 in Belgrad nach 23:25 min 63. im U20-Rennen, ehe sie bei den U20-Südamerikameisterschaften in Lima mit 4:39,98 min auf den achten Platz im 1500-Meter-Lauf gelangte. Zudem gewann sie im Hindernislauf in 10:44,78 min erneut die Silbermedaille. Anschließend verpasste sie bei den U20-Weltmeisterschaften ebendort mit 10:32,05 min den Finaleinzug im Hindernislauf. Im September belegte sie bei den U23-Südamerikameisterschaften in Bucaramanga in 4:36,90 min den vierten Platz über 1500 Meter. 2025 belegte sie bei den Südamerikameisterschaften in Mar del Plata in 10:29,91 min den vierten Platz im Hindernislauf.
2024 wurde Camargo kolumbianische Meisterin im 3000-Meter-Hindernislauf.

## Persönliche Bestleistungen
- 1500 Meter: 4:30,53 min, 28. März 2025 in Lima
- 3000 m Hindernis: 10:20,05 min, 29. März 2025 in Lima